# Józef Wojtuń
Józef Gerard Wojtuń (ur. w 1870 roku – stracony w 1940 roku w Kijowie) – kierownik Sądu Grodzkiego w Łopatynie, ofiara zbrodni katyńskiej.
Syn Jakuba. 
Po wybuchu II wojny światowej i agresji ZSRR na Polskę z 17 września 1939 został aresztowany przez funkcjonariuszy NKWD. Został przewieziony do więzienia przy ulicy Karolenkiwskiej 17 w Kijowie. Tam prawdopodobnie na wiosnę 1940 został zamordowany przez NKWD. Jego nazwisko znalazło się na tzw. Ukraińskiej Liście Katyńskiej opublikowanej w 1994 (został wymieniony na liście dyspozycyjnej 57/2-63 oznaczony numerem 542). Został pochowany na otwartym w 2012 Polskim Cmentarzu Wojennym w Kijowie-Bykowni.